# Руська Бела
Ру́ська Бе́ла (болг. Руска Бела) — село у Врачанській області Болгарії. Входить до складу общини Мездра.

## Населення
За даними перепису населення 2011 року у селі проживала 401 особа.
Національний склад населення села:
| Національність   | Кількість осіб | Відсоток |
| ---------------- | -------------- | -------- |
| болгари          | 347            | 97,7%    |
| цигани           | 4              | 1,1%     |
| інша             | 3              | 0,8%     |
| Всього відповіли | 355            |          |

Розподіл населення за віком у 2011 році:
Динаміка населення:

## Відомі особи
В Руській Белі народився болгарський письменник Асен Босев (1913–1997).